# تشوي يون سونغ
تشوي يون سونغ مواليد 5 أبريل 1971 في هانام، غيونغي، كوريا الجنوبية، هو لاعب كرة قدم كوري جنوبي دولي سابق كان يلعب كحارس مرمى. سبق له أن لعب في كأس العالم لكرة القدم مع منتخب بلاده. لعب خلال مسيرته 420 مباراة سجل خلالها 0 أهداف.

## المسيرة الاحترافية

### أندية لعب لها
- جونبك هيونداي موتورز

## روابط خارجية
- تشوي يون سونغ على موقع دوري كوريا الجنوبية (الإنجليزية)
- تشوي يون سونغ على موقع قاعدة بيانات كرة القدم.إي يو (الإنجليزية)
- تشوي يون سونغ على موقع ناشيونال فوتبول تيمز (الإنجليزية)
- تشوي يون سونغ على موقع Soccerway.com (الإنجليزية)